# جيرالدين سومرفيل
جيرالدين سومرفيل (بالإنجليزية: Geraldine Somerville)‏ (و. 1967  م) هي ممثلة، وممثلة مسرحية، وممثلة أفلام بريطانية، ولدت في مقاطعة ميث، بدأت مشوارها المهني سنة 1989.

## التعليم
تعلمت في مدرسة جيلدهول.

## وصلات خارجية
- جيرالدين سومرفيل على موقع IMDb (الإنجليزية)
- جيرالدين سومرفيل على موقع ألو سيني (الفرنسية)
- جيرالدين سومرفيل على موقع أول موفي (الإنجليزية)
- جيرالدين سومرفيل على موقع قاعدة بيانات الأفلام السويدية (السويدية)
- جيرالدين سومرفيل على موقع قاعدة بيانات الفيلم (الإنجليزية)
- جيرالدين سومرفيل على موقع كينوبويسك (الروسية)